# Brachymenium rigidum
Brachymenium rigidum är en bladmossart som beskrevs av Brotherus och Jean Édouard Gabriel Narcisse Paris 1907. Brachymenium rigidum ingår i släktet Brachymenium och familjen Bryaceae. Inga underarter finns listade i Catalogue of Life.